# Baia de Aramă
Baia de Aramă là một thị xã thuộc hạt Mehedinți, România. Dân số thời điểm năm 2002 là 5617 người.